# بیمارستان مرسلین
بیمارستان مرسلین مربوط به دوره قاجار است و در سال ١٢٨٠ شمسي توسط دكتر دادسن پزشك و كشيش مسيحي بنا نهاده شد و خود اولين رئيس بيمارستان مرسلين بوده است. اين بيمارستان در کرمان، خیابان باستانی پاریزی ـ جنب شرکت فرش ایران واقع شده و این اثر در تاریخ ۲۶ آبان ۱۳۷۵ با شمارهٔ ثبت ۱۷۶۷ به‌عنوان یکی از آثار ملی ایران به ثبت رسیده است.
بیمارستان مسلمین بیمارستانی درمانی وابسته به نیروی دریایی سپاه پاسداران انقلاب اسلامی است که در شیراز، ایران قرار دارد. بنای جدید این بیمارستان در سال ۱۳۹۷ با ۱۷۰ تخت افتتاح گردید

## نگارخانه

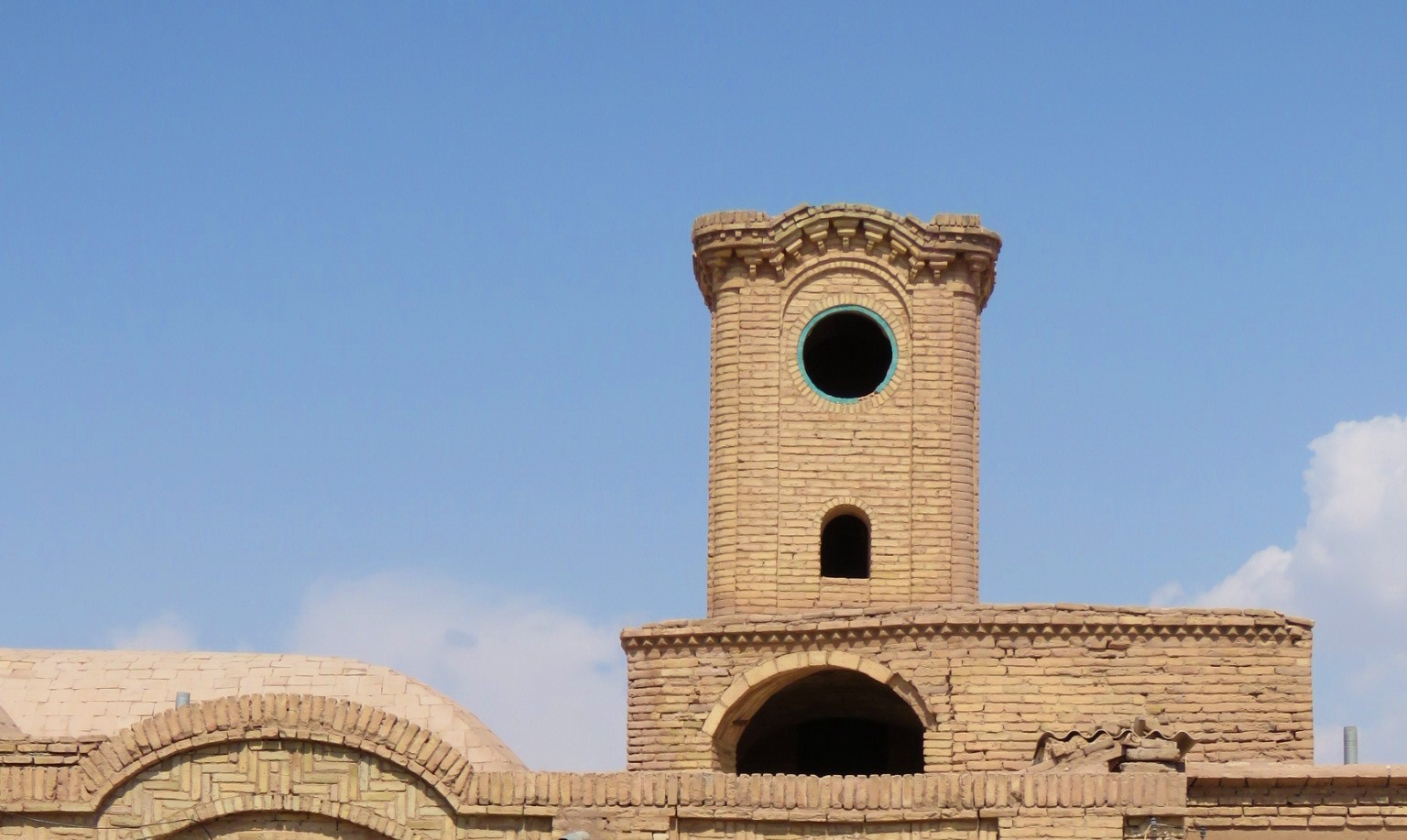
بیمارستان مرسلین